# بيمان المعادي
بيمان معادي (بالفارسية: پیمان معادی) (بالإنجليزية: Payman Maadi) (مواليد 30 يونيو 1970 في نيويورك) هو ممثل وكاتب السيناريو ومخرج إيراني. مثل في فيلمي «انفصال نادر وسمين» و «بخصوص ايلي» من إخراج أصغر فرهادي.

## وصلات خارجية
- بيمان المعادي على موقع IMDb (الإنجليزية)
- بيمان المعادي على موقع قاعدة بيانات الأفلام العربية
- بيمان المعادي على موقع ألو سيني (الفرنسية)
- بيمان المعادي على موقع أول موفي (الإنجليزية)
- بيمان المعادي على موقع أول موفي (الإنجليزية)
- بيمان المعادي على موقع قاعدة بيانات الأفلام السويدية (السويدية)
- بيمان المعادي على موقع قاعدة بيانات الفيلم (الإنجليزية)
- بيمان المعادي على موقع كينوبويسك (الروسية)